# رائد إبراهيم صالح
رائد إبراهيم صالح هيكل المخيني المعروف باسم رائد إبراهيم صالح (مواليد 9 يونيو 1992) هو لاعب كرة قدم عماني يجيد اللعب كلاعب وسط ومدافع لصالح نادي نادي فاليتا المالطي والمنتخب العماني.

## روابط خارجية
- رائد إبراهيم صالح على موقع الاتحاد الدولي (مؤرشف)  (الإنجليزية)
- رائد إبراهيم صالح على موقع قاعدة بيانات كرة القدم.إي يو (الإنجليزية)
- رائد إبراهيم صالح على موقع ناشيونال فوتبول تيمز (الإنجليزية)
- رائد إبراهيم صالح على موقع Soccerway.com (الإنجليزية)
- رائد إبراهيم صالح على موقع كووورة